# Монтефиоре Конка
Монтефиоре Конка (итал. Montefiore Conca) је насеље у Италији у округу Римини, региону Емилија-Ромања.
Према процени из 2011. у насељу је живело 218 становника. Насеље се налази на надморској висини од 368 м.

## Становништво
Према резултатима пописа становништва 2011. у општини је живело 2.195 становника.
| 1931. | 1936. | 1951. | 1961. | 1971. | 1981. | 1991. | 2001. | 2011. |
| ----- | ----- | ----- | ----- | ----- | ----- | ----- | ----- | ----- |
| 3.356 | 3.429 | 3.322 | 2.498 | 1.657 | 1.466 | 1.573 | 1.765 | 2.195 |